# لمور (کالیفرنیا)
لمور (به انگلیسی: Lemoore) شهری در شهرستان کینگز ایالت کالیفرنیا است که در سرشماری سال ۲۰۱۰ میلادی، ۲۴۵۳۱ نفر جمعیت داشته است.